# Atmosfærisk cirkulation
Atmosfærisk cirkulation er den store bevægelse af luft i jordens atmosfæres troposfære. Atmosfærisk cirkulation er sammen med havcirkulation midlet, hvorved termisk energi omfordeles omkring jordens overflade.
Jordens atmosfæriske cirkulation varierer fra år til år, men den store struktur af dens cirkulation forbliver nogenlunde konstant. Vejrsystemerne i mindre målestok - fordybninger på mellembreddegrad eller tropiske konvektionsceller - forekommer kaotisk, og langdistancevejr forudsigelser af disse kan ikke laves ud over ti dage i praksis eller en måned i teorien (se kaosteori og sommerfugleeffekten).
Jordens vejr er en konsekvens af dens belysning fra solen - og termodynamikkens love. Den atmosfæriske cirkulation kan ses som en varmekraftmaskine drevet af solenergi, og hvis "termiske reservoir" i sidste ende er verdensrummet. Det arbejde, som denne motor frembringer, forårsager bevægelsen af luftmasserne og havbølger - og i den proces omfordeler den energien absorberet af jordens overflade nær troperne til breddegrader tættere på polerne og derfra til verdensrummet.
De storstilede atmosfæriske cirkulationsceller flytter mod polen i varmere perioder (for eksempel mellemistider sammenlignet med istider), men forbliver stort set konstante året rundt, da de grundlæggende er en egenskab af jordens størrelse, rotationshastighed, opvarmning og atmosfæriske dybde. Over meget lange tidsperioder (hundreder af millioner af år) kan et tektonisk løft væsentligt ændre deres hovedelementer, såsom jetstrømmen - og pladetektonikken under havet kan ændre havstrømmene. Under de ekstremt varme klimaer i mesozoikum kan et tredje ørkenbælte have eksisteret ved ækvator.

## Cirkulationsceller
- Den intertropiske konvergenszone - er ca. på ækvator (engelsk Intertropical Convergence Zone).
- Passatvindsbæltet - der hvor passatvindene blæser; ca. mellem de to 30. breddegrader (nord og syd) (engelsk trade winds eller easterlies).
- Det subtropisk højtryksbælte - ca. 30. breddegrad (nord og syd) (engelsk markeret med bogstavet H)
- Vestenvindsbæltet - to vindbælter; ca. mellem 30. breddegrad (nord og syd) og 60. breddegrad (nord og syd) på begge halvkugler (engelsk westerlies, anti-trades eller prevailing westerlies).
- Polarfront med vandrende lavtryk - ca. 60. breddegrad (nord og syd) (engelsk polar front).
- Polare østenvinde - to vindbælter; ca. mellem 60. breddegrad (nord og syd) og en pol på begge halvkugler - (engelsk polar easterlies).

Det subtropisk højtryksbælte er et område med højtryk på omkring 30. til 35. breddegrad (nord og syd), hvor vinden afbøjer ind i de tilstødende zoner af Hadley-celler eller Ferrel-celler, og som typisk har let vind, solrig himmel og lidt nedbør.

### Hadley-celle
Det atmosfæriske cirkulationsmønster, som George Hadley beskrev, var et forsøg på at forklare passatvindene. Hadley-cellen er en lukket cirkulationssløjfe, som begynder ved ækvator. Der bliver fugtig luft opvarmet af jordens overflade, dens massefylde falder - og stiger derfor opad. En lignende luftmasse, der stiger på den anden side af ækvator, tvinger de stigende luftmasser til at bevæge sig mod polen. Den stigende luft skaber en lavtrykszone ved den intertropiske konvergenszone nær ækvator. Når luften bevæger sig mod polen, afkøles den, bliver tættere og falder omkring den 30. breddegrad (nord og syd), hvilket skaber et højtryksområde ved de to subtropiske højtryksbælter. Den nedadgående luft bevæger sig derefter mod ækvator langs overfladen og erstatter luften, der steg fra den intertropiske konvergenszone ved ækvator - og lukker sløjfen af Hadley-cellen. Luftens polbevægelse i den øvre del af troposfæren afbøjer mod øst, forårsaget af corioliseffekten. På jordoverfladen afbøjer luftens bevægelse mod ækvator i den nedre troposfære dog mod vest, hvilket frembringer en vind fra øst. Vindene, der strømmer mod vest (fra øst, østenvind) ved jordoverfladen i Hadley-cellen kaldes passatvindene.
Selvom Hadley-cellen beskrives som placeret ved ækvator, skifter den nordlig (til højere breddegrader) i juni og juli - og sydlig (mod lavere breddegrader) i december og januar, som et resultat af solens opvarmning af overfladen. Den zone, hvor den største opvarmning finder sted, kaldes "termisk ækvator". Da den sydlige halvkugles sommer er i december til marts, foregår bevægelsen af den termiske ækvator til højere sydlige breddegrader derefter.
Hadley-systemet er et eksempel på en termisk direkte cirkulation. Hadley-systemets effekt, betragtet som en varmekraftmaskine, er anslået til 200 terawatt.

### Ferrel-celle
En del af luften, der stiger på 60. breddegrad (nord og syd), afbøjer i stor højde mod polerne og skaber en polar-celle. Resten bevæger sig mod ækvator, hvor den kolliderer på 30. breddegrad (nord og syd) med Hadley-cellens luftstrøm. Der aftager det og styrker højtryksryggene nedenunder. En stor del af energien, der driver Ferrel-cellen, leveres af polar-cellerne og Hadley-cellerne, der cirkulerer på hver side, og som trækker luften fra Ferrel-cellen med sig. Ferrel-cellen, teoretiseret af William Ferrel (1817-1891), er derfor et sekundært cirkulationstræk, hvis eksistens afhænger af Hadley-cellerne og polar-celler på hver side af den. Det kan opfattes som en hvirvel skabt af Hadley-cellerne og polar-cellerne.
Luften fra Ferrel-cellen, der falder på 30. breddegrad (nord og syd), vender tilbage mod polen ved jordoverfladen, og mens den gør det, afbøjes den mod øst. I den øvre atmosfære af Ferrel-cellen afbøjer luften, der bevæger sig mod ækvator, mod vest. Begge disse afbøjelser, som i tilfældet med Hadley og polære celler, er drevet af bevarelse af vinkelmomentum. Som et resultat, ligesom de østlige passatvinde findes under Hadley-cellen, findes vestenvindsbæltet under Ferrel-cellen.
Ferrel-cellen er svag, fordi den hverken har en stærk varmekilde eller en stærk "termisk reservoir", så luftstrømmen og temperaturerne i den er variable. Af denne grund er de mellemste breddegrader nogle gange kendt som "blandingszonen". Hadley-cellerne og polar-cellerne er faktiske lukkede sløjfer, Ferrel-cellen er det ikke, og det afgørende er i vestenvindsbæltet. De østlige passatvinde og de polare østlige områder har ingen forhindringer, da deres modercirkulationsceller er stærke nok og har få forhindringer enten i form af massive terræntræk eller højtrykszoner. Ferrel-cellen svagere vestenvindsbælter kan dog blive forstyrret. Den lokale passage af en koldfront kan ændre det i løbet af få minutter, og det gør det ofte. Som følge heraf kan vinden ved overfladen variere brat i retning. Men vindene over overfladen, hvor de er mindre forstyrrede af terræn, er i det væsentlige vestlige. En lavtrykszone på 60. breddegrad, der bevæger sig mod ækvator, eller en højtrykszone på 30. breddegrad, der bevæger sig mod polen, vil accelerere Ferrel-cellens vestenvindsbælte. En stærk høj vind, der bevæger sig mod polen, kan bringe vestenvind i dagevis.
Ferrel-systemet fungerer som en varmepumpe med en ydelseskoefficient på 12,1, der forbruger kinetisk energi fra Hadley-cellen og polar-cellen med en omtrentlig effekt på 275 terawatt.

### Polar-celle
Polar-cellen er et simpelt system med stærke konvektionsbidragere. Selvom det er køligt og tørt i forhold til ækvatorial luft, er luftmasserne ved den 60. breddegrad (nord og syd) stadig tilstrækkelig varme og fugtige til at gennemgå konvektion og drive en termisk sløjfe. Ved den 60. breddegrad (begge halvkugler; polarfronten) stiger luften til tropopausen (ca. 8 km på denne breddegrad) og bevæger sig mod polen. Mens den gør det, afbøjes luftmassen på det øverste niveau mod øst. Når luften når polarområderne, er den afkølet ved stråling til rummet og har betydeligt større massefylde end den underliggende luft. Den falder ned og skaber et koldt, tørt højtryksområde. På det polære overfladeniveau drives luftmassen væk fra polen mod den 60. breddegrad, og erstatter den luft, der steg der - og den polære cirkulationscelle er sluttet. Når luften ved overfladen bevæger sig mod ækvator, afbøjes den mod vest, igen som følge af Corioliseffekten. Luftstrømmene ved overfladen kaldes de polare østenvinde, der strømmer fra nordøst til sydvest nær nordpolen - og fra sydøst til nordvest nær sydpolen.
Udstrømningen af luftmasse fra cellen skaber harmoniske bølger i atmosfæren kendt som Rossby-bølger. Disse ultralange bølger bestemmer banen for den polære jetstrøm, som bevæger sig inden for overgangszonen mellem tropopausen og Ferrel-cellen. Ved at fungere som en "termisk reservoir" flytter den polære celle rigelige med varme fra ækvator mod polarområderne.
Polarcellen, terrænet og de katabatiske vinde i Antarktis kan skabe meget kolde forhold ved overfladen, for eksempel den laveste temperatur, der er registreret på Jorden: -89,2 °C ved station Vostok i Antarktis, målt i 1983.